# ماتيلدي سيراو

ماتيلدي سيراو (7 مارس 1856- 25 يوليو 1927) (بالإيطالية: Matilde Serao) كانت روائية وصحفية إيطالية، ومن أفضل كاتبات إيطاليا وأكثرهن إثراءً في الحياة الفكرية.

## سيرة
ولدت ماتيلد في مدينة باتراس باليونان لأب إيطالي وأم يونانية حيث كان والدها قد هاجر لليونان لأسباب سياسية. تحصلت على دبلوم تدريس وعملت كمعلمة في إحدى المدارس في نابولي،

المنزل الذي ولدت فيه باليونان

قطنت روما بين عامي 1880-1886 حيث نشرت قصصها ورواياتها الخمس اللاحقة. والتي تدور حول حياة الإيطاليين العاديين وبالأخص مواطني روما، حيث رصدت التنوع والاختلاف في مظاهر الحياة من خلال:infermo في 1881، Fior di passione في 1883، La conquista di Roma في 1885، La Virtù di checchina  في 1884، Piccole anime  في 1883.
عملت كصحفية وبدأت منذ نعومة إظفارها المساهمة في صحف نابولي ككاتبة، كما أسست برفقة زوجها إدواردو سكارفوليو جريدة Corriere di Roma والتي كانت أول محاولة إيطالية لمحاكاة أسلوب الصحافة اليومية الباريسية. لم تعمر الصحيفة طويلا، وبعد زوال الصحيفة انتقلت سيراو إلى نابولي حيث عملت في جريدة Corriere di Napoli. وفي 1891 أسست جريدة إل ماتينو والتي أصبحت أكثر الجرائد أهمية والأكثر قراءة في الجنوب الإيطالي
امتلكت موهبة متفردة في التصوير الفني لنصوصها القصصية، وعكسها الفئات المهمشة في المجتمع الإيطالي، عبر فنيات إبداعية تتشكل في التقاط الحياة في جزيئاتها بصورة مؤثرة مدهشة، وعذوبة مشوقة في السرد
رشحت لجائزة نوبل للاداب سنة 1926. وافتها المنية في 25 يوليو 1927.

## مؤلفاتها
تناهز الأربعين مجلدا من اشهرها:
- القلب القاسي عام 1881
- خيالات عام 1883
- جيوفانا 1887
- اللامميز 1894
- المخادع1898
- بائعة الزهور

## وصلات خارجية
- ماتيلدي سيراو على موقع IMDb (الإنجليزية)
- ماتيلدي سيراو على موقع الموسوعة البريطانية (الإنجليزية)
- ماتيلدي سيراو على موقع قاعدة بيانات الفيلم (الإنجليزية)

مؤلفات ماتيلدي سيراو في مشروع غوتنبرغ